# Peltasta

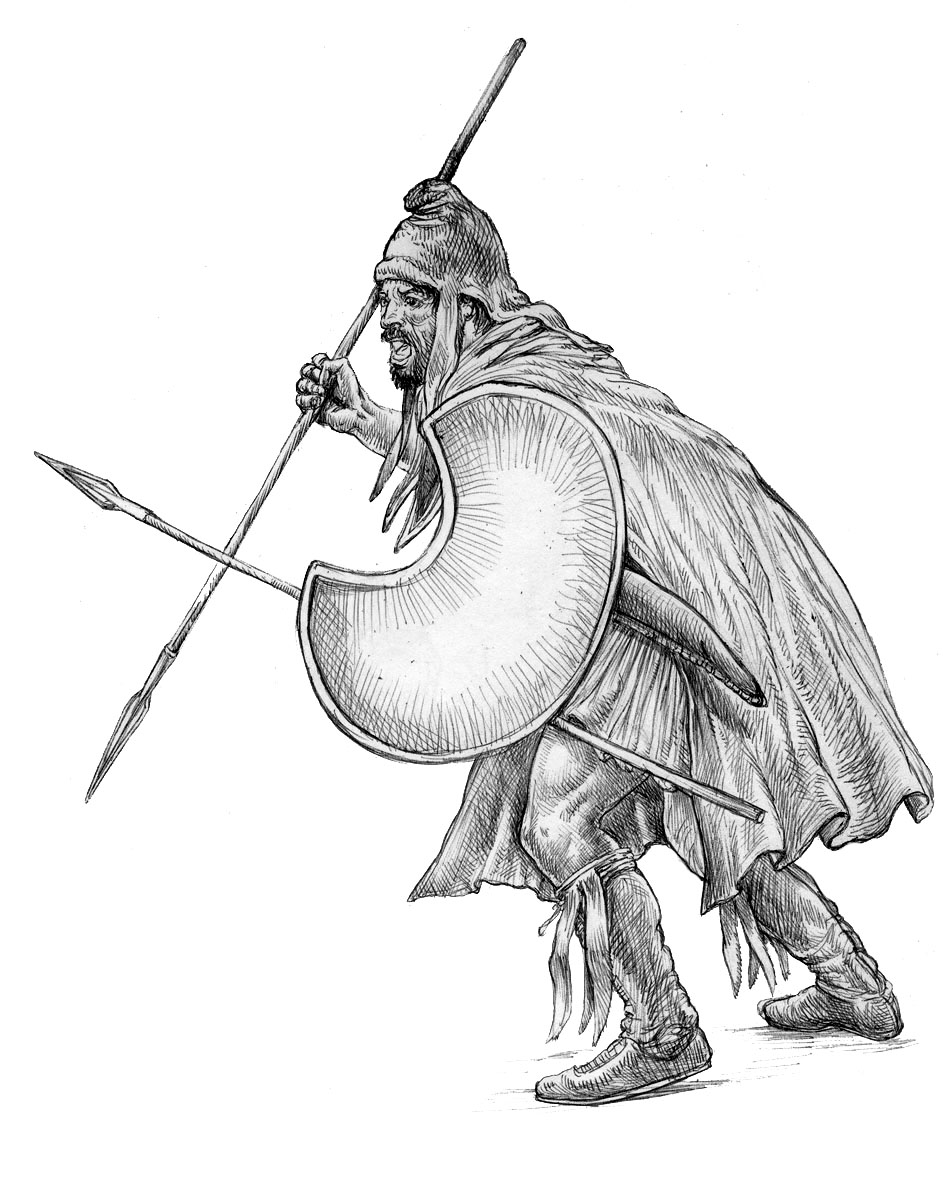
Peltasta trace.

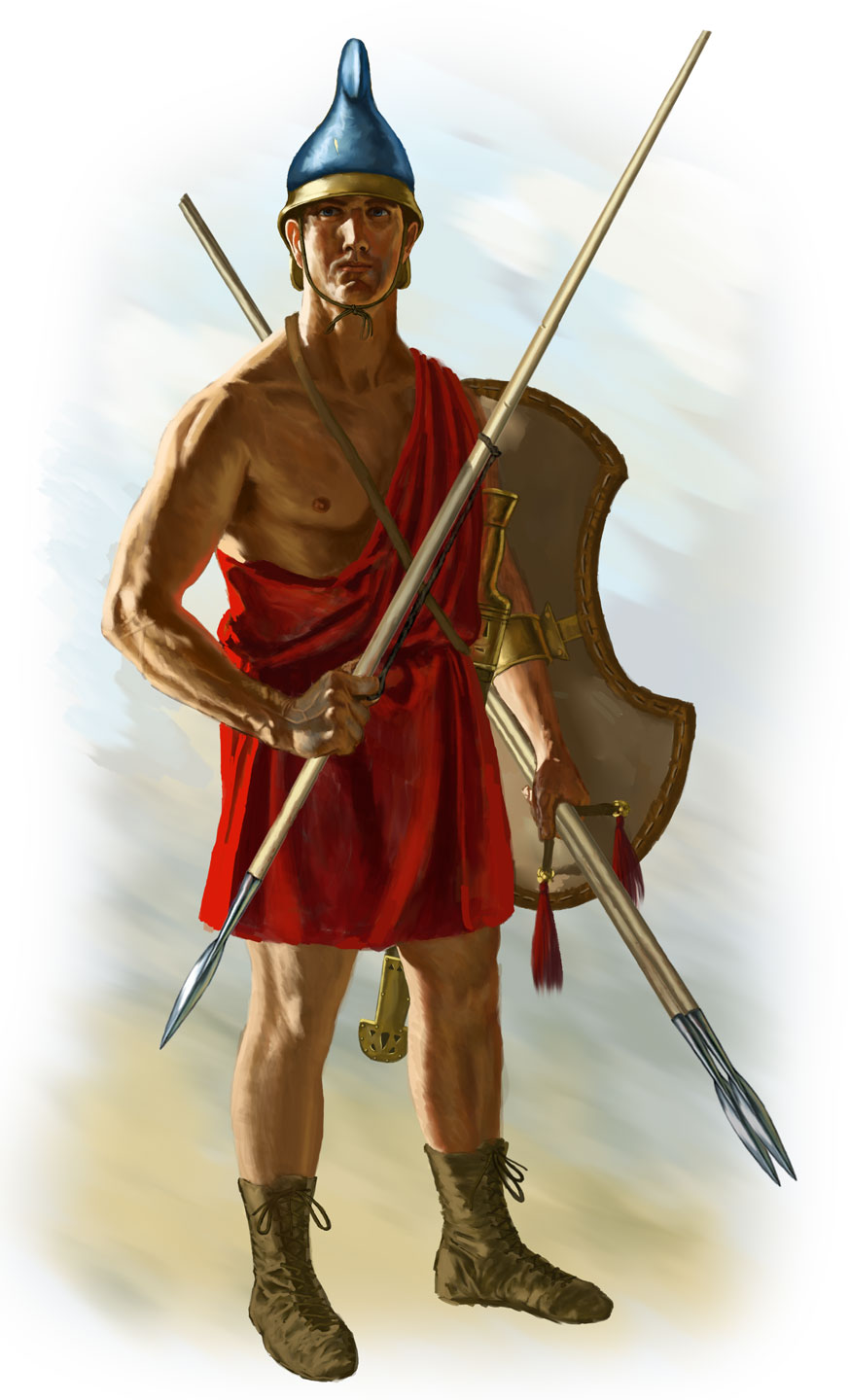
Peltasta agriano dell'esercito macedone. - IV secolo a.C.

I peltasti (in greco antico: πελτασταί?, peltastái, al singolare πελταστής peltastḕs) erano unità militari di fanteria leggera che affiancavano gli opliti greci durante le battaglie. Prendono il nome dal classico scudo di legno rivestito di cuoio chiamato pelta.
I peltasti più esperti e richiesti dell'antica Grecia provenivano dalla Tracia, infatti Atene tentò in molte occasioni di assoggettare l'area dello Strimone, finché ritenne più efficace inglobare nell'esercito i suoi guerrieri.

## Descrizione
I peltasti erano riconoscibili da uno scudo ligneo a forma di mezza luna, privo di bordatura, ricoperto in genere di cuoio o anche in feltro, dipinto con facce stilizzate; veniva impugnato facilmente e portato a tracolla. Gli indumenti erano costituiti da una corta tunica senza maniche per favorire i movimenti di tiro del giavellotto; un mantello intarsiato di pelle di orso, degli stivaletti di cerbiatto, allacciati davanti e stretti in sommità, detti Zeira; un copricapo in pelle di volpe a punta con lunghi lembi a difesa delle orecchie su modello del cappello frigio.
Spesso privi di spada, disponevano di due o più giavellotti, la cui lunghezza variava dal metro al metro e mezzo; i quali venivano scagliati dopo un breve tratto fatto di corsa contro il nemico. Una volta eseguito il primo lancio rientravano nei ranghi.

## Funzioni
I compiti loro assegnati si dividevano tra la fornitura di copertura delle falangi all'inseguimento dei nemici in fuga, nonché la protezione dei fianchi dell'armata durante gli spostamenti.
Le unità di peltasti in genere venivano costituite con elementi autoctoni; a Sparta venivano addestrati gli Iloti, ad Atene le classi più umili.
Per lungo tempo, come i toxotai, furono scartati dagli strateghi greci che li preferivano solo per inseguimenti o agguati ma quasi mai in battaglia.
Erano principalmente mercenari e quindi spesso cambiavano schieramento per motivi economici. Fu anche per questo che vennero scartati molto a lungo, erano troppo inaffidabili.
Durante le battaglie si muovevano in piccole truppe per soccorrere le falangi di opliti in difficoltà. La loro strategia era quella dell'"attacco e fuga", cioè, non essendo in grado di affrontare uno scontro frontale con una serrata formazione di opliti, tendevano a colpire di sorpresa lateralmente le falangi nemiche per poi ripiegare velocemente dietro le linee alleate. Avevano due grandi vantaggi rispetto alla fanteria classica greca: erano veloci e potevano creare un gran numero di feriti in poco tempo, senza essere necessariamente coinvolti in uno scontro corpo a corpo. Tuttavia erano molto esposti alle frecce provenienti dai toxotai nemici e non potevano competere neanche per pochissimo tempo contro un disciplinato schieramento di fanteria pesante ben protetta, che vantava anni di addestramento.

## Riforma
Ificrate modificò la loro organizzazione e il loro armamento, dotandoli di elementi caratteristici della fanteria oplitica, trasformandoli in cosiddetti opliti leggeri.
Col passare del tempo lo scudo divenne una via di mezzo tra l'hoplon e il pelta; i gambali scomparirono, si adottò una corazza di lino trapuntato e l'elmo frigio con lunghi paragnatidi e paranuca, decorato con una cresta a crine di cavallo; le lance si allungarono fino a 3,5 metri, mentre lo scudo, ora in vimini, divenne ovale. Si adottò, inoltre, una spada corta.

### Altri reparti
Tebe integrò il suo esercito con reparti di lanciatori di giavellotti e pietre, prevalentemente di nazionalità tessala: indossavano il petaso (caratteristico copricapo a falde larghe), una tunica ed erano difesi da uno scudo poco più ampio del pelta. Si ricordano, poi, gli eniani, i quali si coprivano soltanto con un mantello e combattevano completamente nudi. Vi erano, poi, gli psiloi, vestiti di tunica o veste di lino, copricapo di feltro e protezione sul braccio di pelle di animale. L'impugnatura del giavellotto era di stile tracico con una piccola cinghia annodata ad anello nella parte centrale del fusto, dove con l'indice si dava maggiore stabilità al tiro.

### Epilektoi
Di particolare rilevanza la costituzione di contingenti permanenti di peltasti, stipendiati dalle confederazioni di appartenenza a partire dal IV secolo.
Nel 421 a.C. venne costituito un reparto argivo di questi combattenti, addestrati militarmente come a Sparta, svincolati da doveri civili. Dopo la sconfitta di Mantinea, i mille uomini che vi appartenevano decisero di effettuare un colpo di Stato.

## Storia
Degno di nota un episodio avvenuto nel 390 a.C. circa.
Un reparto dell'esercito spartano in marcia di trasferimento venne sorpreso a Lecheo da un attacco dell'ateniese Ificrate, che guidava un battaglione di peltasti. Nello scontro morirono ben 250 Spartani: a parte il numero, comunque non infimo, data la notoria scarsezza di effettivi di cui soffriva Sparta, ciò che destò profonda sensazione fu il fatto che un contingente di opliti spartani, considerati invincibili, fossero stati distrutti in un'imboscata condotta da soldati, considerati di rango inferiore, che basavano la loro efficienza sulla velocità, la sorpresa e la mobilità. Una novità (utile soprattutto in terreni accidentati, in cui la falange oplitica può incrementare la propria potenza con difficoltà) che avrà grandi sviluppi nei decenni che seguiranno e che va, almeno in parte, ascritta al genio militare di Ificrate.